# David W. Taylor
David Watson Taylor USN (4 de março de 1864 — 28 de julho de 1940) foi um engenheiro naval da Marinha dos Estados Unidos.
Serviu durante a Primeira Guerra Mundial como chefe construtor da marinha, e chefe do Bureau of Construction and Repair. Taylor é mais conhecido como o construtor da primeira Estação de Investigação de Navios construida nos Estados Unidos.